# Milka Duno
Milka Duno (Caracas, 22 aprile 1972) è una pilota automobilistica venezuelana.

## Biografia
Iniziò la carriera automobilistica nel 1996 in Venezuela, trasferendosi in seguito negli Stati Uniti.
Debuttò nel campionato American Le Mans Series nel 2000 e prese parte anche alla 24 Ore di Daytona e alla 24 Ore di Le Mans.
Dopo un trascorso nella categoria World Series by Nissan, nel 2007 giunse alla IndyCar Series dove corse fino al 2010. 
Nel 2011 è passata alle stock car della ARCA Racing Series con la squadra Sheltra Motorsports. La Duno aveva corso una gara nella Serie principale della ARCA già nel 2010 pilotando la Toyota #90 della Stringer Motorsports. Nel 2012 è passata dalla Sheltra alla Eddie Sharp Racing.